# Pulpotio Bareas
Pulpotio Bareas – jednostka osadnicza w Stanach Zjednoczonych, w stanie Nowy Meksyk, w hrabstwie Luna.